# GYSEV 22–24
A GYSEV 22–24 pályaszámú gőzmozdonyai Elbel-rendszerű, ún. omnibuszvonati szertartályos mozdonyok voltak.